# Heterocuma andamani
Heterocuma andamani är en kräftdjursart som beskrevs av Kurian 1954. Heterocuma andamani ingår i släktet Heterocuma och familjen Bodotriidae. Inga underarter finns listade i Catalogue of Life.